# 矢部美幸
矢部 美幸（やべ よしゆき、1969年4月5日 - ）は、日本の男性実業家、作家。元お笑い芸人。ラフェイスプロ株式会社創業者、代表取締役社長。
大阪府吹田市川園町出身。実弟はナインティナインの矢部浩之。義妹はアナウンサーの青木裕子。

## 来歴・人物
大阪府吹田市出身。矢部三兄弟の長男として誕生。浩之は2歳年下で、さらに16歳年下の末弟（一般人だが、何度かテレビ出演がある）がいる。
大阪府立茨木西高等学校出身でサッカー部に所属。1学年後輩には、後に浩之の相方となる岡村隆史や劇団俳優の鈴木健介も所属していた。
弟2人と後輩である岡村も既婚者であるが、当人は未婚者である。
高校卒業後は、大阪新阪急ホテルに入社も3カ月で退社。お笑い芸人を目指し吉本興業の養成所NSCに7期生として入学。同期は蛍原徹、宮迫博之、たかおみゆき、なるみなど。とんねるずのファンであったことから、お笑いコンビ「ちゃんねるず」「ぱんちらいん」として活動していた。また、海老一染之助・染太郎の弟子入りを志願したこともあったが、かなわなかった。
芸人を廃業後、芸能事務所を設立し代表取締役社長を務め、在籍当時は各種コンテストにおいて多数の受賞実績を残す。
2009年6月1日のバイアウト・社名改称を機に常務取締役となり、同年に退社。弟・浩之の個人事務所の取締役を務めていたが、2年の空白期間を経て福岡県にモデル・タレントエージェンシー『ラフェイス』を立ち上げる。2019年に『ラフェイスプロ』に改称。
社長業と作家に加え月1回、大阪府の「アーツ☆エンターテイメント高等学院」で特別講師を務める。

## 出演番組等

### テレビ
- ぐるぐるナインティナイン（日本テレビ系） - しあわせ矢部家計画にテレビ電話でゲスト出演。他にナイナイ初の海外ロケ企画（グアム。実はドッキリ企画）で現地案内人で出演。ちなみにグアム滞在時間5分。
- めちゃ2イケてるッ!（フジテレビ系）
  - 2006年11月18日：17歳下の弟とともにサプライズゲストとして出演。
  - 2007年1月13日：矢部オファーシリーズ・依頼者として出演。
  - 2009年7月18日：お台場合衆国「めちゃ畑牧場」PR企画に出演。
  - 2010年10月9日（15年目突入のピンチをチャンスにスペシャル!）：新メンバーオーディションに一般枠から参加。3次選考まで出場。なお職業は「無職」となっていた。
  - 2011年2月26日（ナインティナイン20周年に20のやりたいことスペシャル!!）
  - 2012年7月7日：ガリタ食堂- 著書の番宣として出演。
- FNS27時間テレビ（フジテレビ系　2011年7月24日）- 矢部家3兄弟
- やべっちFC〜日本サッカー応援宣言〜（テレビ朝日系　2010年10月24日）- こくっちFC
- 雨上がり決死隊のトーク番組アメトーーク!（テレビ朝日系） - 雨上がり・宮迫と即興の漫才も披露。
- 森田一義アワー 笑っていいとも!（フジテレビ系）- 新人発掘コーナーの紹介人として出演。
- 劇場版イナズマイレブン 最強軍団オーガ襲来 公開直前SP（テレビ東京系 2010年12月18日) - 応援団として出演。
- ドォーモ（九州朝日放送、九州・山口ブロックネット） - KBCスーパーオーデションに一般枠から参加。2次選考敗退。
- 1番ソングSHOW（日本テレビ系 2012年5月23日）- 著書の番宣として出演。

### ラジオ
- ナインティナインのオールナイトニッポン（ニッポン放送 2006年4月20日） - 山崎真実のマネージャーとしてゲスト出演
- 山崎真実のイヤならいうてな!（TBSラジオ 2007年1月1日） - ゲスト出演
- 高田文夫のラジオビバリー昼ズ（ニッポン放送 2007年2月6日） - ゲスト出演
- 上柳昌彦 ごごばん!（ニッポン放送 2012年5月16日） - ゲスト出演
- 大竹まこと ゴールデンラジオ!（文化放送、2012年8月16日） - ゲスト出演

### DVD
- 山崎真実イメージビデオ「Venus」
  - 副音声で山崎真実とともに撮影時のエピソードなどを解説している。

### 書籍
- フラッシュエキサイティング「矢部家の人々」コラム連載（2006年7月 - ）
- 女性自身（2012年5月8日発売）
- FLASH（写真週刊誌）（2012年5月22日発売）

### その他
- エコちゃり 藤沢地区レンタサイクル実証実験（2010年11月13日） - 応援として参加。
- ロッカクアヤコ 個展／アニメーション上映会「みんなのこと」（2010年11月21日） - 応援として出演。
- ZAZEN BOYS ライブ（2010年11月23日） - 応援として出演。
- エコプロダクツ2010 会場内エコツアー（2010年12月9日・11日） - 応援として参加。
- ナインティナインのオールナイトニッポン歌謡祭（2023年10月28日） - サプライズゲストとして出演。

## 著書
- 『矢部家』光文社、2012年4月24日発行、ISBN 978-4-334-97684-2